# 西条吉行東
西条吉行東（さいじょうよしゆきひがし）とは、広島県東広島市の町丁。一丁目ならびに二丁目があり、全域で住居表示が実施されている。

## 概要
2004年に設置された比較的新しい町丁であるが、「賀茂工業団地」としての整備は1975年頃から開始されている。西条インターチェンジに近いことから工場や事業所などが集中しており、住宅は少ない。
ほぼ全域が西条町吉行から分離された経緯を持つが、二丁目の一部のみ高屋町桧山から分離して設置された。

## 沿革
- 2004年（平成16年）3月1日 - 西条町吉行の一部ならびに高屋町桧山の一部が分離され、西条吉行東が設置される。一丁目・二丁目が設定され、住居表示が実施される[1]。

## 交通

### 鉄道
町内に鉄道は通っていない。最寄り駅は西条駅（JR山陽本線）。

### バス
町内にバス路線は通っていない。西条町吉行か西条土与丸にあるバス停が最寄りとなる。

## 施設
- 大創産業（ダイソー）本社
- 広島県学校給食会
- 東広島市立東西条小学校

## 学区
公立小・中学校に通学する場合、学区は以下のようになる。

### 西条吉行東一丁目
- 東西条小学校→松賀中学校

### 西条吉行東二丁目[注釈 1]
- 東西条小学校→松賀中学校
- 高屋西小学校→高屋中学校

## 面積
2020年時点での面積は以下の通りである。
- 西条吉行東一丁目：0.178251281㎢
- 西条吉行東二丁目：0.215488135㎢

## 人口
2024年9月末での世帯数・人口は以下の通りである。
- 西条吉行東一丁目：32世帯、52人
- 西条吉行東二丁目：0世帯、0人